# Liste der Naturschutzgebiete im Landkreis Aichach-Friedberg
Im Landkreis Aichach-Friedberg gibt es drei Naturschutzgebiete. Zusammen nehmen sie eine Fläche von etwa 400 Hektar ein. Das größte Naturschutzgebiet ist das 1990 eingerichtete Naturschutzgebiet Lechauwald bei Unterbergen.
| Name                          | Bild | Kennung                   | Einzelheiten | Position | Fläche Hektar | Datum |
| ----------------------------- | ---- | ------------------------- | --- | -------- | ------------- | ----- |
| Kissinger Heide               |      | NSG-00083.01 WDPA: 82069  | Kissing Heide auf nacheiszeitlichen Schwemmschottern der östlichen Lechseite. | ⊙        | 42,63         | 1964  |
| Lechauwald bei Unterbergen    |      | NSG-00377.01 WDPA: 164410 | Merching Auwaldgebiet mit dominierenden Grauerlenwäldern, Kiefernwaldrelikten und Magerrasen ("Brennen"), dementsprechend reichhaltige Pflanzen- und Tierwelt. Teil der "Biotopbrücke Lechtal". LK Landsberg am Lech 153,35 ha, LK Aichach-Friedberg 215,57 ha | ⊙        | 368,92        | 1990  |
| Lechaue westlich Todtenweis   |      | NSG-00422.01 WDPA: 318721 | Todtenweis Auwaldkomplex innerhalb des LSG "Lechauen bei Rehling und Todtenweis". | ⊙        | 140,64        | 1992  |
| Legende für Naturschutzgebiet |      |                           | |          |               |       |